# Морская полиция: Спецотдел (сезон 8)
Премьера восьмого сезона полицейской процессуальной драмы NCIS состоялась 21 сентября 2010 года в том же временном отрезке, что и предыдущий сезон.
Сюжетная дуга сезона включает в себя почти невидимого бойфренда Зивы, Рэя и сотрудников ЦРУ, продолжающих вмешиваться в повседневную работу морской полиции. Известные события включают угрозу терроризма и внутренних проблем в течение двух частей «Врагов» и прибытие ещё одной группы реагирования на чрезвычайные ситуации с базы Рота, из Испании, команды, которую Тони предложили возглавить в начале четвёртого сезона. Сезон заканчивается пятисерийной сюжетной дугой с участием межпортового убийцы, который угрожал обеим командам. Финал вышел в эфир 17 мая 2011 года.

## В ролях
| Имя                    | Исполнитель     | В ролях    | Периодический персонаж |
| ---------------------- | --------------- | ---------- | ---------------------- |
| Лерой Джетро Гиббс     | Марк Хэрмон     | весь сезон | н/д                    |
| Энтони ДиНоззо         | Майкл Уэзерли   | весь сезон | н/д                    |
| Зива Давид             | Коте де Пабло   | весь сезон | н/д                    |
| Тимоти МакГи           | Шон Мюррей      | весь сезон | н/д                    |
| Эбби Шуто              | Поли Перретт    | весь сезон | н/д                    |
| Лион Вэнс              | Роки Кэрролл    | весь сезон | н/д                    |
| Дональд «Даки» Маллард | Дэвид Маккаллум | весь сезон | н/д                    |
| Джимми Палмер          | Брайан Дитцен   | весь сезон | н/д                    |

Список эпизодов восьмого сезона телевизионной драмы «Морская полиция: Спецотдел» (NCIS), который выходил в эфир в период с 21 сентября 2010 по 17 мая 2011 года.

## Эпизоды
| № | #  | Название                                           | Режиссёр              | Сценарист                                   | Дата показа в США | Зрители США (миллионы) |
| --- | -- | -------------------------------------------------- | --------------------- | ------------------------------------------- | ----------------- | ---------------------- |
| 163 | 1  | «Spider and the Fly» «Паук и Муха»                 | Деннис Смит           | Гэри Глэсберг                               | 21 сентября 2010  | 18,92                  |
| Во время первого эпизода нового сезона команда Гиббса становится мишенью, когда расследование убийства пилота вертолёта возвращает Гиббса к Паломе Рэйноса, дочери убитого им главы наркобизнеса. |    |                                                    |                       |                                             |                   |                        |
| 164 | 2  | «Worst Nightmare» «Худший кошмар»                  | Тони Уормби           | Стивен Байндер                              | 28 сентября 2010  | 19,15                  |
| Девочка-подросток похищена из своей средней школы на базе морской пехоты Quantico, что побуждает NCIS заняться расследованием. Николас Мэйсон, дедушка пропавшей девочки, усложняет ситуацию, когда он организует снижение выкупа, не информируя NCIS. Команды находят след из трупов, возвращающих к Мэйсону, который признаёт, что был частью команды противозаконных операций, которая работала в пределах закона, но вне подчинения. Кто-то использует внучку Мэйсона, чтобы выманить его из уединения и привести их к другим членам команды. Похититель является учителем английского в школе девочки, который прежде был членом команды Мэйсона, а теперь ищет искупления за свои прошлые действий, убивая своих товарищей по команде. Тем временем трёх стажёров назначают в NCIS; Эбби подозрительна после того, как последний помощник пытался убить её, Палмер чувствует себя неумелым после общения Даки со своим стажёром, а Макги должен бороться со стажёром, который не проявляет интереса к поставленной работе. Используя тщательно продуманную уловку, команде удаётся обмануть похитителя, узнать, где он скрывал девочку, и арестовать его. Тем временем непослушный стажёр начинает проявлять интерес к правоохранительным органам, и Гиббс вручает ему анкету NCIS. |    |                                                    |                       |                                             |                   |                        |
| 165 | 3  | «Short Fuse» «Взрыватель с замедлением»            | Лесли Либман          | Фрэнк Кардеа и Джордж Шенк                  | 5 октября 2010    | 19,81                  |
| Команда NCIS расследует секретную личную жизнь специалиста по бомбам, когда мотивы за атакой на неё связывают её с убийством. |    |                                                    |                       |                                             |                   |                        |
| 166 | 4  | «Royals and Loyals» «Короли и их подданные»        | Арвин Браун           | Рид Штайнер                                 | 12 октября 2010   | 19,20                  |
| Команда вовлечена в международный инцидент, поскольку они расследуют убийство американского старшины, чьё дело связано с судном Королевского флота. Осложнения появляются, когда кто-то пытается заставить судно отбыть прежде, чем NCIS сможет должным образом заняться расследованием. Они обнаруживают, что убийство произошло из-за большого количества украденных денег ЦРУ, используемых, чтобы заплатить военачальникам и диктаторам в Африке. Сначала команда подозревает, что офицер связи Королевского флота ответственен, но вскоре узнаёт, что он - на самом деле агент MI6, который был создан для воровства. С его помощью они разыскивают настоящего преступника, коррумпированного работника ЦРУ, который отвечал за деньги. |    |                                                    |                       |                                             |                   |                        |
| 167 | 5  | «Dead Air» «Мёртвый эфир»                          | Терренс О’Хара        | Кристофер Уэйлд                             | 19 октября 2010   | 19,41                  |
| Команда расследует смерть радиодиджея и военно-морского чиновника, которые были и убиты в прямом эфире, и их работа становится все труднее в связи с открытием новых подозреваемых. Ища убийцу, они неосторожно раскрывают многочисленную внутреннюю террористическую группу, составленную главным образом из богатых домовладельцев, живущих в охраняемой резиденции. Террористическая группа чувствует, что Америка должна тратить больше денег, защищая себя, а не на внешние войны, и пытается убедить диджея в своей правоте. Когда диджей отказался, они убили его, чтобы заставить его замолчать. Команда NCIS совершает набег на сообщество и арестовывает всех участников, только чтобы обнаружить, что группа заложила бомбу в местном матче софтбола, посещённом многочисленными высокими политическими деятелями. Команда NCIS в состоянии эвакуировать толпу с площадки прежде, чем бомба взорвётся. |    |                                                    |                       |                                             |                   |                        |
| 168 | 6  | «Cracked» «Помутнившийся рассудок»                 | Тони Уормби           | Николь Миранте-Мэттьюс                      | 26 октября 2010   | 20,18                  |
| Тщательно исследуя личность блестящего учёного военно-морского флота, Эбби становится одержима раскрытием её убийства, в то время как ушедший в загул ДиНоззо оказывается на празднике Хэллоуина.. |    |                                                    |                       |                                             |                   |                        |
| 169 | 7  | «Broken Arrow» «Сломанная стрела»                  | Арвин Браун           | Фрэнк Кардеа и Джордж Шенк                  | 9 ноября 2010     | 19,87                  |
| Расследуя убийство, команда натыкается на части старой ядерной бомбы, которая была потеряна во время холодной войны. Поскольку у жертвы были связи с отцом Тони, они разыскивают его и расспрашивают. В конечном счёте, к раздражению Тони, Гиббс призывает Диноззо старшего использовать его контакты, чтобы проникнуть на частную вечеринку, с участием торговцев оружием. Они обнаруживают, что президент компании спасения наткнулся на ядерную бомбу и планирует продать её на чёрном рынке. Президент арестован, и оба Диноззо наконец урегулировали свои разногласия друг с другом. |    |                                                    |                       |                                             |                   |                        |
| 170 | 8  | «Enemies Foreign» «Внешние враги»                  | Деннис Смит           | Джесс Стерн                                 | 16 ноября 2010    | 19,43                  |
| Команда назначена, для защиты Элая Дэвида (директор Мосада и отец Зивы) во время конференции NCIS. Они должны иметь дело с тремя палестинскими террористами, пытающимися убить его. Эпизод заканчивается на кульминации, когда, после того, как нападение террористами на конференции очевидно терпит неудачу, Вэнс и Давид идут в конспиративную квартиру. Гиббс не может связаться с ними по радио, и офицер Хадар показан лежащим мёртвым в конспиративной квартире. |    |                                                    |                       |                                             |                   |                        |
| 171 | 9  | «Enemies Domestic» «Внутренние враги»              | Марк Горовиц          | Джесс Стерн                                 | 23 ноября 2010    | 18,78                  |
| Гиббс прибывает на место, там он находит Хадара мёртвым, Вэнса тяжело раненым, а Элай пропал без вести. В конечном счёте команда разыскивает Элая, который скрылся, чтобы ускользнуть от своих убийц. Тогда они понимают, что человек, который заложил бомбу, является посвящённым лицом в NCIS. В больнице, Райли Маккаллистер, местный руководитель NCIS Сан-Диего, сердитый на Вэнса и Элая для того, чтобы неосторожно разрушить его схему стать директором, показывает, что заложил бомбу и пытается убить Вэнса, дав Вэнсу смертельную дозу морфия. Однако, Вансу удаётся усмирить его, смертельно раня его ножом, который Гиббс дал ему. Прежде, чем Элай возвращается в Израиль, он примиряет свои разногласия с Зивой. |    |                                                    |                       |                                             |                   |                        |
| 172 | 10 | «False Witness» «Лжесвидетель»                     | Джеймс Уитмор-младший | Стивен Байндер                              | 14 декабря 2010   | 19,87                  |
| Команда NCIS расследует исчезновение морского офицера, который является единственным свидетелем в предстоящем судебном деле об убийстве. Тем временем Зива и Макги пытаются обнаружить причину странного поведения Тони. |    |                                                    |                       |                                             |                   |                        |
| 173 | 11 | «Ships in the Night» «Корабли в ночи»              | Томас Райт            | Рид Штайнер и Кристофер Уэйлд               | 11 января 2011    | 21,93                  |
| Команда NCIS расследует исчезновение с Береговой охраной(CGIS)- убийство моряка застреленного на яхте-ресторане. |    |                                                    |                       |                                             |                   |                        |
| 174 | 12 | «Recruited» «Завербованный»                        | Арвин Браун           | Гэри Глэсберг                               | 18 января 2011    | 21,09                  |
| Вербовка рядового офицера в университетском шоу подходит к смертельному концу, заставляя команду NCIS, сопровождаемую предыдущим патологоанатомом, работавшем до доктора Маларда, закончить расследование его убийства. |    |                                                    |                       |                                             |                   |                        |
| 175 | 13 | «Freedom» «Свобода»                                | Крэйг Росс-младший    | Николь Миранте-Мэттьюс                      | 1 февраля 2011    | 22,85                  |
| Команда расследует убийство морского пехотинца. Они узнают, что его жена была оскорблена тем, что у пехотинца был роман. У них появляется много подозреваемых, но в конечном счёте остаётся жена убитого, и владелец бара, с которым у неё был роман. Тем временем Макги становится жертвой "кражи личности", поскольку кто-то начинает использовать его кредитную карту, чтобы купить различные дорогие изделия. Тони находит "вора личности". |    |                                                    |                       |                                             |                   |                        |
| 176 | 14 | «A Man Walks Into a Bar…» «Человек заходит в бар…» | Джеймс Уитмор-младший | Гэри Глэсберг                               | 8 февраля 2011    | 20,35                  |
| Военно-морской командующий найден мёртвым на мостике судна. По-видимому, он убит. Команда NCIS занимается расследованием, имея дело с принудительными психологическими оценками, проводимыми доктором Рэйчел Крэнстон, которая оказывается старшей сестрой их бывшей коллеги и друга, Агента Кэйтлин Тодд. |    |                                                    |                       |                                             |                   |                        |
| 177 | 15 | «Defiance» «Вызов»                                 | Деннис Смит           | Фрэнк Кардеа и Джордж Шенк                  | 15 февраля 2011   | 19,40                  |
| Неудачная попытка убийства в Белгравии вынуждает NCIS защитить дочь Министра обороны, которая учится в США. Также Гиббс расследует смерть морского пехотинца, который пожертвовал своей жизнью, чтобы защитить министра обороны. |    |                                                    |                       |                                             |                   |                        |
| 178 | 16 | «Kill Screen» «Прикрытие убийства»                 | Тони Уормби           | Стивен Крайозер и Стивен Байндер            | 22 февраля 2011   | 21,32                  |
| В сумке вора-карманника найдены отрезанные кончики пальцев и зубы убитого морского пехотинца, и команда Спецотдела морской полиции начинает поиски хладнокровного убийцы. |    |                                                    |                       |                                             |                   |                        |
| 179 | 17 | «One Last Score» «Последний шанс»                  | Майкл Уэзерли         | Джесс Стерн                                 | 1 марта 2011      | 19,21                  |
| NCIS обнаруживает, что один из бывших служащих жестоко зарезан, а перед этим он продал сведения о том, как ограбить хранилище улик. Они обнаруживают, что хранилище содержит вещи, изъятые у бывшего офицера флота, который использовал схему Понци, чтобы обмануть большое количество людей, и получить их деньги. В ходе обследования хранилища, команда обнаруживает, что нечто, спрятанное в одном из столов бывшего офицера флота, украдено. |    |                                                    |                       |                                             |                   |                        |
| 180 | 18 | «Out of the Frying Pan» «Из огня да в полымя»      | Терренс О’Хара        | Леон Кэрролл, Рид Штайнер и Кристофер Уэйлд | 22 марта 2011     | 19,46                  |
| Директор Вэнс даёт задание Гиббсу и его команде заставить признаться подростка в том, что он убил собственного отца. |    |                                                    |                       |                                             |                   |                        |
| 181 | 19 | «Tell-All» «Скандальные сведения»                  | Кевин Родни Салливан  | Эндрю Бартелс                               | 29 марта 2011     | 18,73                  |
| В небольшом издательстве хотят опубликовать данные из секретной операции "Пение птиц". Но кто-то не хочет, чтобы это было напечатано и идёт череда убийств, тех, кто знал об этом. |    |                                                    |                       |                                             |                   |                        |
| 182 | 20 | «Two-Faced» «Двуликий»                             | Томас Райт            | Николь Миранте-Мэттьюс и Рид Штайнер        | 5 апреля 2011     | 19,40                  |
| Тело моряка найдено завёрнутым в пластик и облитым больничным моющим средством. Это признаки серийного убийцы, известного как "межпортовый" убийца, который убивает обслуживающий персонал, когда они сходят на берег после плаванья. Вэнс создаёт целевую группу, чтобы поймать убийцу, назначив Барретт в качестве ведущего исследователя, потому что она отслеживала убийцу после того, как он убил в Роте (Испания). Напряжённые отношения возникают в команде, когда Гиббс начинает подозревать, что Баррет и Ди Ноззо спят вместе, ставя под угрозу лояльность команды. Зива узнаёт, что её друг Рэй связной ЦРУ с NCIS. Расследование заходит в тупик после нахождения очередной жертвы (количество которых увеличивается до пяти). Эпизод заканчивается тем, что Зива и Ди Ноззо в баре находят глаза человека, плавающие в стакане джина с тоником, который прислал неизвестный. |    |                                                    |                       |                                             |                   |                        |
| 183 | 21 | «Dead Reflection» «Мёртвое отражение»              | Уильям Уэбб           | Джордж Шенк и Фрэнк Кардеа                  | 12 апреля 2011    | 19,87                  |
| Команда расследует убийство в Пентагоне, которое было запечатлено на камеру. Осложнения возникают, когда убийцу, попавшего в автомобильную катастрофу, находят мёртвым. Даки утверждает, что человек, который был виден на записи, не мог совершить убийство, потому что сам погиб двумя днями ранее. В конце концов команда обнаруживает, что настоящий убийца использовал передовые силиконовые маски, чтобы выдать себя за умершего. Между тем пытаясь выяснить тайну глаза из "Двуликого", Палмер обнаруживает, что глаз из предыдущего эпизода может открыть MTAC при сканировании, все, включая Гиббса и команду, шокированы открытием. |    |                                                    |                       |                                             |                   |                        |
| 184 | 22 | «Baltimore» «Балтимор»                             | Терренс О’Хара        | Стивен Байндер                              | 3 мая 2011        | 17,87                  |
| "Межпортовый убийца" продолжает убивать, но это оказывается подражатель, который убил бывшего напарника Тони из полиции Балтимора. |    |                                                    |                       |                                             |                   |                        |
| 185 | 23 | «Swan Song» «Лебединая песня»                      | Тони Уормби           | Джесс Стерн                                 | 10 мая 2011       | 17,62                  |
| Выясняется, что "межпортовый убийца" был частью программы ЦРУ под названием "Франкенштейн". По приглашению Гиббса приезжает Майк Фрэнкс, но это оказалась его "лебединая" песня. |    |                                                    |                       |                                             |                   |                        |
| 186 | 24 | «Pyramid» «Пирамида»                               | Деннис Смит           | Гэри Глэсберг                               | 17 мая 2011       | 18,62                  |
| "Межпортового убийцу" выслеживают и находят, но это ещё не совсем конец. Тони получает секретное задание, в которое не посвящают даже Гиббса. |    |                                                    |                       |                                             |                   |                        |